# Шивия (Шелопугинский район)
Шивия — село в Шелопугинском районе Забайкальского края России. Административный центр сельского поселения «Шивиинское».

## География
Село находится в северо-западной части района, на правом берегу реки Шивия (приток реки Куренга), на расстоянии примерно 63 км (по прямой) к северо-западу от села Шелопугино, административного центра района. Абсолютная высота — 644 м над уровнем моря.
Климат
Климат характеризуется как резко континентальный, с продолжительной морозной малоснежной зимой и коротким тёплым летом. Средняя многолетняя температура самого холодного месяца (января) составляет −33,6 °С (абсолютный минимум — −59 °С), температура самого тёплого (июля) — 17,7 °С (абсолютный максимум — 36 °С). Безморозный период длится в течение 74 дней. Среднегодовое количество осадков — 359 мм.
Часовой пояс
Село Шивия, как и весь Забайкальский край, находится в часовой зоне МСК+6. Смещение применяемого времени относительно UTC составляет +9:00.

## История
Основано в XVIII веке. В середине XIX века — посёлок Забайкальского казачьего войска. В казачье сословие были переведены часть государственных крестьян и тунгусов. С 1872 года — посёлок станицы Спасская 3-го военного отдела; в 1898—1917 годах — 4-го военного отдела Забайкальского казачьего войска.

## Население
| 2010 | 2021 |
| ---- | ---- |
| 384  | ↘301 |

Половой состав
По данным Всероссийской переписи населения 2010 года, в гендерной структуре населения мужчины составляли 47,9 %, женщины — соответственно 52,1 %.
Национальный состав
Согласно результатам переписи 2002 года, в национальной структуре населения русские составляли 99 % из 465 чел.

## Инфраструктура
В селе действуют основная школа и фельдшерско-акушерский пункт.